# مذكرة القبول

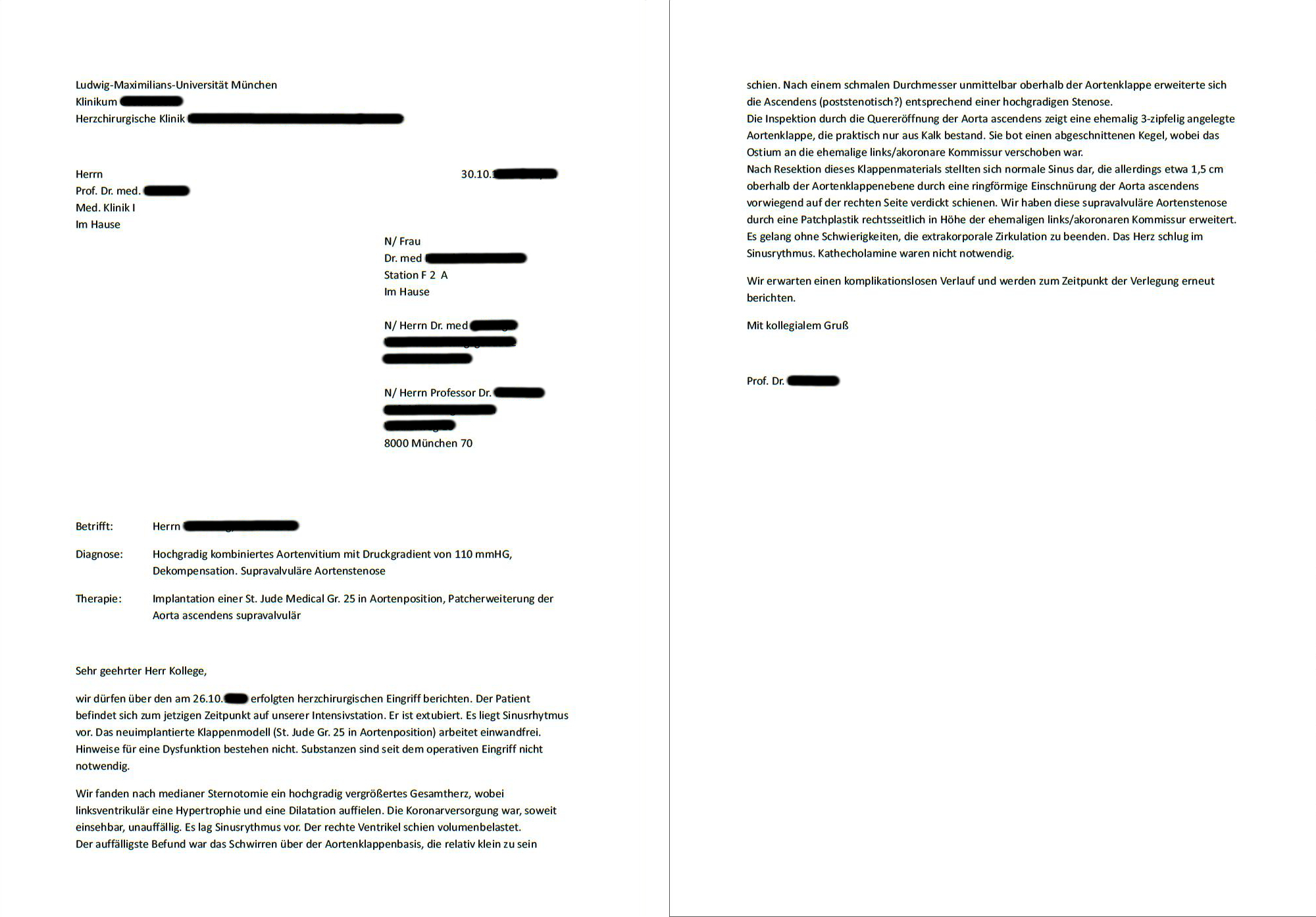
نموذج منها

مذكرة قبول هي جزء من السجل الطبي ووثائق حالة المريض (بما في ذلك التاريخ ونتائج الفحص البدني)، ة هي الأسباب التي تجعل المريض يدخل ل رعاية المرضى الداخليين إلى مستشفى أو منشأة أخرى، والإرشادات الأولية لرعاية هذا المريض.

## هدف
وتوثق ملاحظات القبول أسباب دخول المريض لرعاية المرضى الداخليين إلى مستشفى أو مرفق آخر، وحالة خط الأساس للمريض، والتعليمات الأولية لرعاية ذلك المريض. يستخدمها أخصائيو الرعاية الصحية لتسجيل الحالة الأساسية للمريض وقد يكتبون ملاحظات إضافية أثناء الخدمة، وملاحظات التقدم (ملاحظات SOAP)، وملاحظات ما قبل الجراحة، وملاحظات العمليات، وملاحظات ما بعد الجراحة، وملاحظات الإجراءات، وملاحظات التسليم، وملاحظات ما بعد الولادة، وملاحظات الخروج. تشكل هذه الملاحظات جزءًا كبيرًا من السجل الطبي. غالبًا ما يطور طلاب الطب مهاراتهم في التفكير السريري عن طريق كتابة مذكرات القبول. عادة ما ينطوي التعريف التقليدي والعقلاني للقبول على قضاء ليلة في المستشفى. يمتد هذا التعريف في بعض الأحيان في صناعة الفواتير الطبية الأمريكية، حيث قد تطمس شركات المستشفيات تعريفات «القبول» و «الملاحظة» بسبب قواعد السداد التي بموجبها يدفع دافعو الرعاية الصحية مبلغًا أقل مقابل الرعاية إذا كان هناك «قبول».

## مكونات
قد يُشار أحيانًا إلى ملاحظة القبول بشكل غير صحيح على أنها (تاريخ المرض الحالي) أو H و P (التاريخ والجسدي)، والتي تتضمن أجزاء فقط من ملاحظة القبول.يمكن أن تتضمن ملاحظة القبول الأقسام التالية: 
| الجزء                        | مثال                                                                      | تعليقات |
| ---------------------------- | ------------------------------------------------------------------------- | --- |
| الشكوى الرئيسية (CC)         | "وجع بطن"                                                                 | يمكن أن يتضمن أيضًا خطًا أكثر تفصيلاً، مثل "30 yo F c / o ألم بطني"، على الرغم من أن هذا يمكن أن يكون زائداً عن HPI. تتضمن بعض الملاحظات "سببًا للتشاور"، وهو مشابه ولكنه قد يعالج اكتشافًا جسديًا من طبيب بدلاً من عرض من مريض. |
| تاريخ المرض الحالي (HPI)     | "Pt هي أنثى 30 يو (مع PMH من x و y) تقدم تاريخ 3 ساعات من آلام البطن.. ". | بما في ذلك فقرة منفصلة تلخص التاريخ ذي الصلة. قد يتبع OPQRST أو تنسيق مشابه. قد يتم نقل المكونات من مراجعة الأنظمة هنا إذا تم اعتبارها ذات صلة بالشكوى الرئيسية. قد يستبعد السطر الأول إذا تم تضمين هذه المعلومات في قسم CC. |
| مراجعة النظم (ROS)           | "سلبي باستثناء ما ورد أعلاه"                                              | غالبًا ما تكون أقسام ROS الموجزة أو المكتوبة بخط اليد مختصرة جدًا، في حين غالبًا ما تعدد أقسام ROS المدفوعة بالنماذج من السجلات الطبية الإلكترونية بشكل صريح كل نظام تمت مراجعته. |
| الحساسية                     | "NKDA"                                                                    | بما في ذلك الحساسية من المخدرات (بما في ذلك المستضدات والاستجابات). "NKA" = "لا توجد حساسية معروفة". "NKDA" = "لا توجد حساسية من الأدوية المعروفة". تتضمن بعض المصادر كلا من الاختصارات، مما يقلل من الغموض بين الحساسية من المخدرات والحساسية الأخرى (مثل الحساسية الغذائية أو الحساسية للحيوانات الأليفة)                                             |
| الأدوية                      | "لا شيء"                                                                  | يشمل كل من الأدوية التي تصرف بوصفة طبية والأدوية التي لا تستلزم وصفة طبية. قد يشمل أيضًا الأدوية العشبية أو المكملات الغذائية. قد يتضمن بيانات عن الجرعة والامتثال. |
| التاريخ الطبي السابق (PMH)   | "لا شيء"                                                                  | على الرغم من حذف PMH في مرحلة الطفولة البعيدة في بعض الأحيان، يمكن أن تكون هذه المعلومات مفيدة في بعض الأحيان (على سبيل المثال، يمكن أن يرتبط الربو في مرحلة الطفولة باضطرابات التأتبي لدى البالغين.) |
| التاريخ الجراحي السابق (PSH) | "لا شيء"                                                                  | يتم أحيانًا أيضًا تضمين عمليات الدخول إلى مستشفى غير مرتبط بالجراحة هنا، على الرغم من أن عمليات القبول المرتبطة بالولادة غالبًا ما يتم وصفها في قسم مميز. على سبيل المثال، قد يتم تضمين القسم "OB / GYN"، بما في ذلك اللغة مثل " G3P2، الحيض في سن 14، LMP 2 منذ أسابيع العادية".                                                                          |
| تاريخ العائلة (FH)           | "غير إسناد"                                                               | بما في ذلك صحة الأشقاء والآباء والأزواج والأطفال الأحياء والأموات. قد يتم أيضًا تضمين سن التشخيص (على سبيل المثال، في حالات مثل سرطان القولون). قد يتم استخدام عبارة مثل "عدم وجود مشاكل صحية في القلب أو الرئة" للإشارة على وجه التحديد إلى أنه تم طرح أسئلة حول النظام.                                                                                |
| التاريخ الاجتماعي (SH)       | "تنفي x3"                                                                 | يمكن أن تكون مفصلة للغاية. عادة ما تتضمن معلومات حول استخدام التبغ والكحول والعقاقير غير المشروعة أو الترفيهية. قد يتضمن كل من هذه الكميات أو الترددات، ويمكن الإبلاغ عن الردود على أسئلة CAGE. قد تتضمن أيضًا معلومات حول السفر والوظيفة. قد يشمل أيضًا التاريخ الجنسي، على الرغم من أنه قد يتم تقسيم هذا في قسم منفصل.                                  |
| اختبار بدني                  | انظر الفحص البدني# مثال                                                   | انظر الفحص البدني# مثال |
| دراسات المختبرات والتشخيص    | "لا شيء"                                                                  | قد يغطي الدراسات التي أجريت في مستشفى خارجي، أثناء القبول المسبق، أو في ER قبل القبول الحالي. |
| التقييم والخطة (A&P)         | "Pt هي أنثى 30 يو.. ".                                                    | يرتبط التقييم والخطة ارتباطًا وثيقًا، وغالبًا ما يتم الإبلاغ عنها في قسم واحد. يمكن أن تبدأ بفقرة تشبه السطر الأول من HPI، ولكن مع تركيز أكبر على التفكير السريري. يمكن تنظيم قائمة المشاكل حسب الأولوية أو نظام الجهاز، مع إجراءات محددة مرتبطة بكل عنصر في قائمة المشاكل. يمكن إضافة أقسام إضافية لـ "السوائل والكهارل والتغذية" و "التخلص" قرب النهاية. |

## الخطوط العريضة
لا تناقش كل ملاحظة قبول صراحة كل عنصر مذكور أدناه، ومع ذلك، فإن ملاحظة القبول المثالية ستشمل:

### العنوان
- معلومات تعريف المريض (ربما تكون موجودة بشكل منفصل)
  - اسم
  - رقم الهوية
  - رقم المخطط
  - رقم الغرفة
  - تاريخ الولادة

Q** الطبيب المعالج
- - الجنس0
  - تاريخ القبول
- تاريخ
- زمن
- الخدمات

### الشكوى الرئيسية
عادة جملة واحدة بما في ذلك
- عمر
- سباق
- الجنس
- تقديم شكوى
- مثال: «34 ذكرًا أبيضًا يعاني من ضعف في الجانب الأيمن وخطاب غير واضح.»

### تاريخ المرض الحالي
- بيان الحالة الصحية
- وصف مفصل للشكوى الرئيسية
- الأعراض الإيجابية والسلبية المتعلقة بالشكوى الرئيسية بناءً على التشخيص التفريقي الذي طوره مقدم الرعاية الصحية.
- إجراءات الطوارئ المتخذة واستجابات المرضى إذا كانت ذات صلة

### الحساسية
- المستضد والاستجابة الأولى
- المستضد الثاني والاستجابة
- إلخ

### التاريخ الطبي السابق
قائمة بالمشاكل الطبية المستمرة للمريض. يجب معالجة المشاكل المزمنة بشأن ما إذا كان يتم التحكم فيها جيدًا أم لا. قم بتضمين تواريخ العناصر ذات الصلة.

### التاريخ الجراحي السابق
قائمة العمليات الجراحية في الماضي مع تواريخ العناصر ذات الصلة.

### تاريخ الأسرة
الصحة أو سبب الوفاة بسبب:
- الآباء
- أخوة
- الأطفال
- الزوج

### التاريخ الاجتماعي
في الطب، التاريخ الاجتماعي هو جزء من مذكرة القبول التي تتناول الجوانب الأسرية والمهنية والترفيهية للحياة الشخصية للمريض التي يمكن أن تكون ذات أهمية سريرية.

### الأدوية
- لكل: اسم عام - مبلغ - معدل
- الأدوية عند الوصول (الأسبرين ومسحوق قودي العلاجي والعلاجات العشبية والوصفات الطبية، إلخ.)
- الأدوية عند النقل